# Duque de Buckingham e Normanby

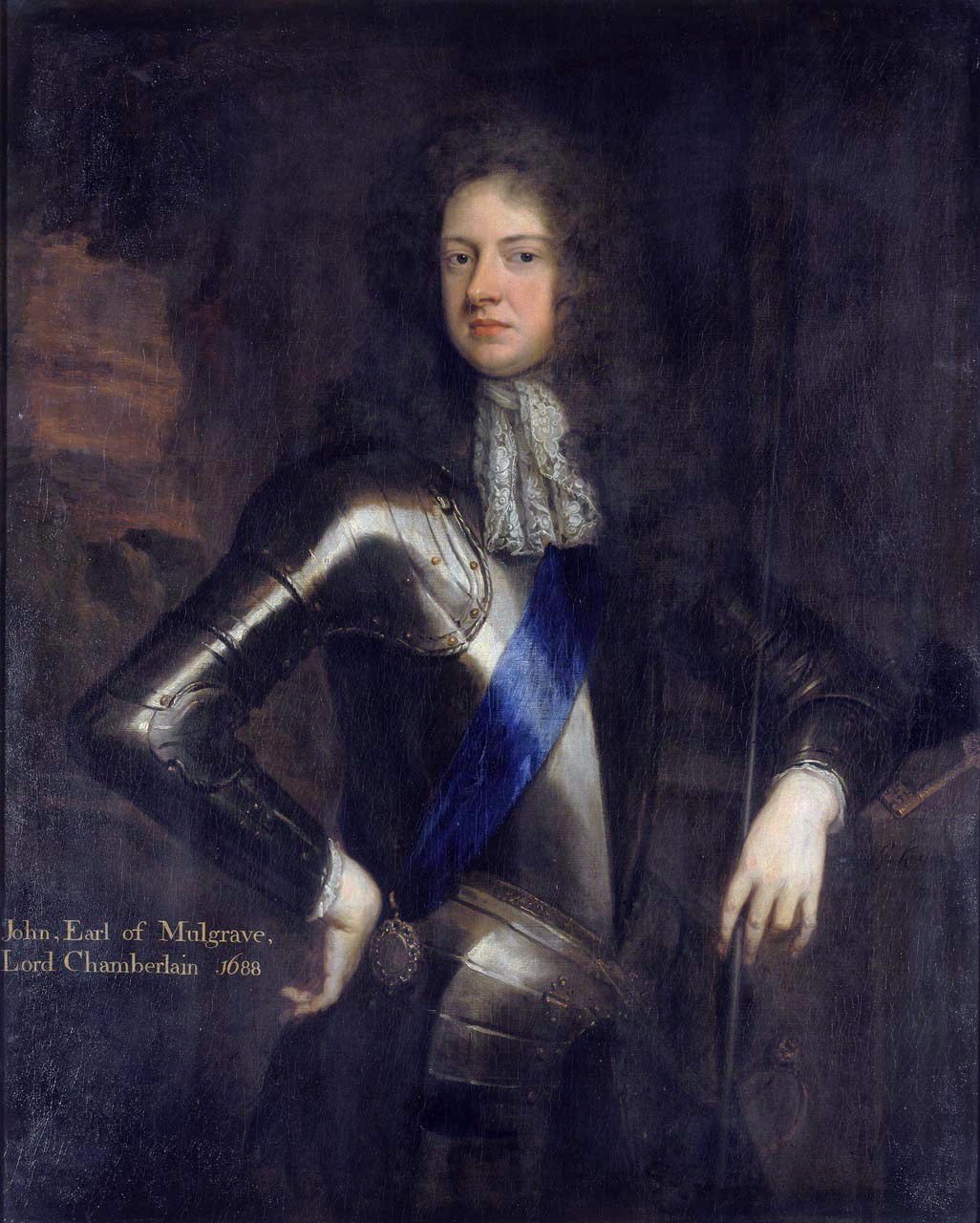
O 1.º Duque de Buckingham e Normanby

Duque de Buckingham e Normanby é um título do Pariato da Inglaterra. O título completo era Duque do Condado de Buckingham e Normanby, mas na prática apenas Duque de Buckingham e Normanby era usado. O título foi criado em 1703 e outorgado a John Sheffield, 1.º Marquês de Normanby KG, um notável político conservador do final do período Stuart, que serviu sob a Rainha Ana como Lorde do Selo Privado e Lorde Presidente do Conselho. Ele sucedeu seu pai como 3.º Conde de Mulgrave em 1658 e foi feito Marquês de Normanby em 1694.
A família do duque descendia de Edmund Sheffield, primo de segundo grau de Henrique VIII, que em 1547 foi elevado ao título de Pariato da Inglaterra como Barão Sheffield e em 1549 foi assassinado nas ruas de Norwich durante a Rebelião de Kett. Seu neto, o 3.º Barão, serviu como Lord-Lieutenant de Yorkshire de 1603 a 1619 e foi criado Conde de Mulgrave em 1626, também no Pariato da Inglaterra. Com a morte do 2.º Duque de Buckingham e Normanby em 1735, todos esses títulos foram extintos. As propriedades da família Sheffield passaram para o meio-irmão do 2º duque, Charles Herbert — filho ilegítimo do 1.º duque com Frances Stewart — que mudou seu sobrenome para Sheffield como condição do testamento do 2.º duque, tornando-se assim Charles Herbert Sheffield. Charles Herbert Sheffield foi criado Baronete em 1755 e é o ancestral dos Baronetes Sheffield, de Normanby.

## Barões Sheffield (1547)
- Edmund Sheffield, 1.º Barão Sheffield (1521–1549)
- John Sheffield, 2.º Barão Sheffield (c. 1538–1568)
- Edmund Sheffield, 3.º Barão Sheffield (c. 1564–1646) (criado Conde de Mulgrave em 1626)

## Condes de Mulgrave (1626)
- Edmund Sheffield, 1.º conde de Mulgrave (c. 1564–1646)
- Edmund Sheffield, 2.º conde de Mulgrave (1611–1658)
- John Sheffield, 3.º Conde de Mulgrave (1647–1721) (criado Marquês de Normanby em 1694 e Duque de Buckingham e Normanby em 1703)

## Duques de Buckingham e Normanby (1703)
- John Sheffield, 1.º Duque de Buckingham e Normanby (1648–1721)
  - John Sheffield, Marquês de Normanby (1710)
  - Robert Sheffield, Marquês de Normanby (1711–1714)
- Edmund Sheffield, 2.º Duque de Buckingham e Normanby (1716–1735)